# J.C. Quinn
J.C. Quinn (Filadelfia, 30 novembre 1940 – Ciudad Juárez, 10 febbraio 2004) è stato un attore statunitense.

## Biografia
La carriera di Quinn fu caratterizzata da decine di film dal 1970 in poi e centinaia di apparizioni televisive. Quinn, nato a Filadelfia  studiò a New York, poi si trasferì a Hollywood per diventare attore. Con il suo viso robusto e la voce, Quinn è stato spesso scambiato per due più noti attori, Harvey Keitel e Dick Miller, di cui condivise una somiglianza fisica di entrambi. Il suo ruolo più memorabile fu nel film Crazy for You - Pazzo per te con Matthew Modine.
Morì nel 2004 a 63 anni per un incidente stradale in Messico.

## Filmografia parziale

### Cinema
- Hooch, regia di Edward Mann (1977)
- Bocca da fuoco (Firepower), regia di Michael Winner (1979) - non accreditato
- La fuga di Eddie Macon (Eddie Macon's Run), regia di Jeff Kanew (1983)
- Silkwood, regia di Mike Nichols (1983)
- C.H.U.D., regia di Douglas Cheek (1984)
- Crazy for You - Pazzo per te (Vision Quest), regia di Harold Becker (1985)
- Brivido (Maximum Overdrive), regia di Stephen King (1986)
- Gunny (Heartbreak Ridge), regia di Clint Eastwood (1986)
- Barfly - Moscone da bar (Barfly), regia di Barbet Schroeder (1987)
- Affari d'oro (Big Business), regia di Jim Abrahams (1988)
- Love Dream, regia di Charles Finch (1988)
- Corso di anatomia (Gross Anatomy), regia di Thom Eberhardt (1989)
- The Abyss, regia di James Cameron (1989)
- Turner e il casinaro (Turner & Hooch), regia di Roger Spottiswoode (1989)
- La banda dei Rollerboys (Prayer of the Rollerboys), regia di Rick King (1990)
- The Babe - La leggenda (The Babe), regia di Arthur Hiller (1992)
- The Program, regia di David S. Ward (1993)
- L'ultima profezia (The Prophecy), regia di Gregory Widen (1995)
- Bastard Out of Carolina, regia di Anjelica Huston (1996)
- Hit Me, regia di Steven Shainberg (1996)
- L'impostore (Deceiver), regia di Josh Pate (1997)
- Animal Factory, regia di Steve Buscemi (2000)

### Televisione
- Miami Vice – serie TV, episodio 2x22 (1986)

## Doppiatori italiani
Nelle versioni in italiano delle opere in cui ha recitato, J.C. Quinn è stato doppiato da:
- Sandro Sardone in Crazy for You - Pazzo per te
- Rodolfo Traversa in Gunny
- Paolo Buglioni in Love Dream
- Renzo Stacchi in Affari d'oro
- Sandro Iovino in Turner e il casinaro
- Gil Baroni in Corso di anatomia
- Franco Zucca in The Abyss[1]
- Claudio Fattoretto in The Babe - La leggenda